# Верлот (Вашингтон)
Верлот (енгл. Verlot) насељено је место без административног статуса у америчкој савезној држави Вашингтон.

## Демографија
По попису из 2010. године број становника је 285, што је 115 (67,6%) становника више него 2000. године.
| Група             | 2000.       | 2010.       |
| Белци             | 165 (97,1%) | 257 (90,2%) |
| Афроамериканци    | 0 (0,0%)    | 4 (1,4%)    |
| Азијати           | 1 (0,6%)    | 2 (0,7%)    |
| Хиспаноамериканци | 2 (1,2%)    | 11 (3,9%)   |
| Укупно            | 170         | 285         |